# Panzerwagen Typ 93
Der Panzerwagen Typ 93 (jap. 九三式装甲自動車, Kyūsan-shiki sōkō jidōsha) war ein japanischer Panzerwagen, der von 1933 (Kōki 2593, daher die Typbezeichnung) bis 1945 von der Kaiserlich Japanischen Marine eingesetzt wurde.

## Geschichte

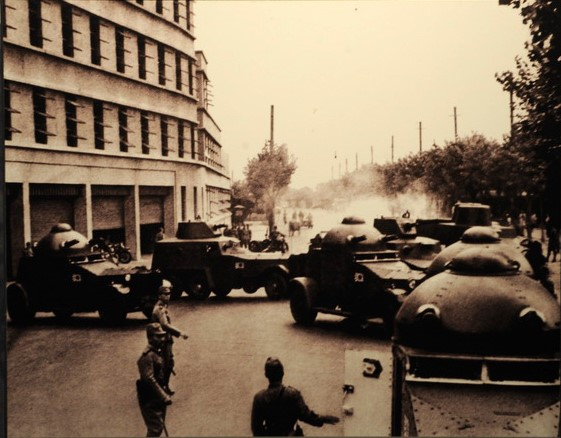
Japanische Panzerwagen während der zweiten Schlacht um Shanghai. Das zweite Fahrzeug von links ist ein Typ 93 Panzerwagen.

Bei den ersten gepanzerten Fahrzeugen, die durch Truppen des Kaiserreichs Japan eingesetzt wurden, handelte es sich um Lastwagen, die mit Eisenplatten verkleidet sowie mit Maschinengewehren bewaffnet waren.
Da im gleichen Zeitraum bei mehreren Herstellern Varianten von 3-achsigen Panzerwagen für unterschiedliche Truppengattungen und Anwendungen gebaut wurden, sind die Zuordnungen gelegentlich schwierig auseinanderzuhalten. Bekannt sind Fahrzeuge mit konstruktiven Ähnlichkeiten und zum Teil überlappenden Bezeichnungen für Panzerwagen Typ 93, Type 93 So-Mo, Sumida M.2593 und weitere. Besser erkennbar sind die für Schienenbetrieb gebauten und auch als Panzerzug genutzten Varianten des Breitspur-Triebwagen Typ 91 oder Typ 91 So-Mo (Marine-Version). Zusätzlich sind der Typ 2592 Radpanzer Osaka und mehrere ungepanzertere Artillerieschlepper, Mannschaftstransporter wie der Typ 98 Ko-Hi bekannt.

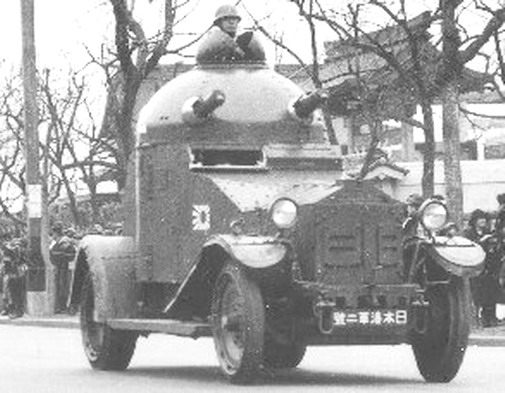
Japanischer Vickers-Crossley in Shanghai
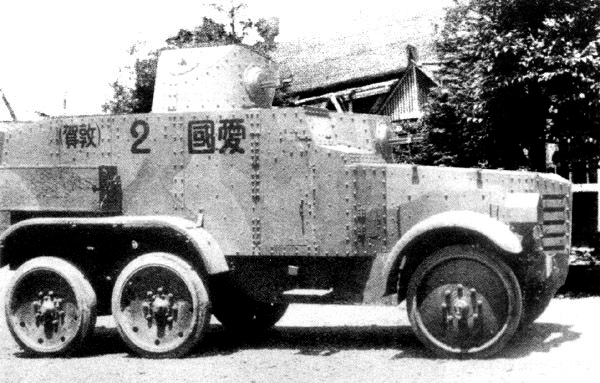
Panzerwagen Typ 92 Chiyoda
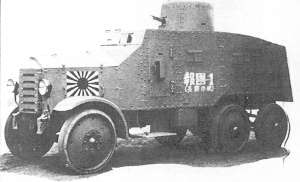
Panzerwagen Typ 93 Sumida

Speziell die 1928 aufgestellten Spezial-Landungskräfte der Marine, die in der Mandschurei und in China stationiert waren, interessierten sich für die Panzerwagen. 1930 wurde mit dem Chiyoda-Panzerwagen der erste in Japan hergestellte Panzerwagen produziert, gefolgt vom Breitspur-Triebwagen Typ 91 im Jahr 1931. Kurz nach der Einführung dieser ersten Panzerwagen erfolgte der Ruf nach stärkerer Panzerung und Bewaffnung. 1932 wurde von den Ishikawajima-Motorenwerken (heute Isuzu) das Modell Osaka Hokoku-go Typ 92 entworfen, das jedoch im Folgejahr durch den Panzerwagen Kokusan Typ 93 ersetzt wurde. Haupteinsatzzweck des Typ 93 war, der Infanterie Feuerunterstützung in Städten und Dörfern der von Japan besetzten Gebiete zu geben.

## Einsätze
Einige Panzerwagen des Typs 93 wurden während der zweiten Schlacht um Shanghai eingesetzt.

## Technik
Der Typ-93-Panzerwagen basierte auf dem Fahrgestell eines drei-achsigen Ford-Lasters. Auf dieses wurde ein Metallgerüst geschweißt, das die 4 bis 11 mm starken Panzerplatten trug. Obwohl primär für den Einsatz auf dem chinesischen Festland konzipiert hatte es ungenügende Geländeeigenschaften und wurde deshalb nur bei Kämpfen in den Städten und Dörfern verwendet. Außer seitlich am Motor und am Turm waren die Panzerplatten in rechten Winkeln angebracht. Das 4,5 t schwere Fahrzeug bestand im Innern aus einer einzigen Kabine. Wie üblich bei Fahrzeugen dieser Zeit war der Turm, der ein Vickers 7,7-mm-MG trug, am Heck angebracht. Da das Fahrgestell aus dem Vereinigten Königreich importiert worden war, befand sich der Fahrersitz, unüblich für japanische Panzerfahrzeuge, auf der linken Seite. Rechts vom Fahrer saß ein Schütze, der eines der vier Typ-11-6,5-mm-MGs bediente. Zwei weitere Typ 11 befanden sich, in Kugelblenden angebracht, seitlich am Panzerwagen. Das vierte Typ 11 war am hinteren Teil des Turms angebracht und diente der Flugabwehr. Zwei hinter den Vorderrädern angebrachte Metallräder konnten leicht gesenkt werden und sollten dem Typ 93 Stabilität bei Geländefahrt geben.
Es wurde lediglich eine geringe Stückzahl von Typ 93 produziert, die je nach Quelle bei fünf bzw. 50 liegt.